# Averbecks Speicher

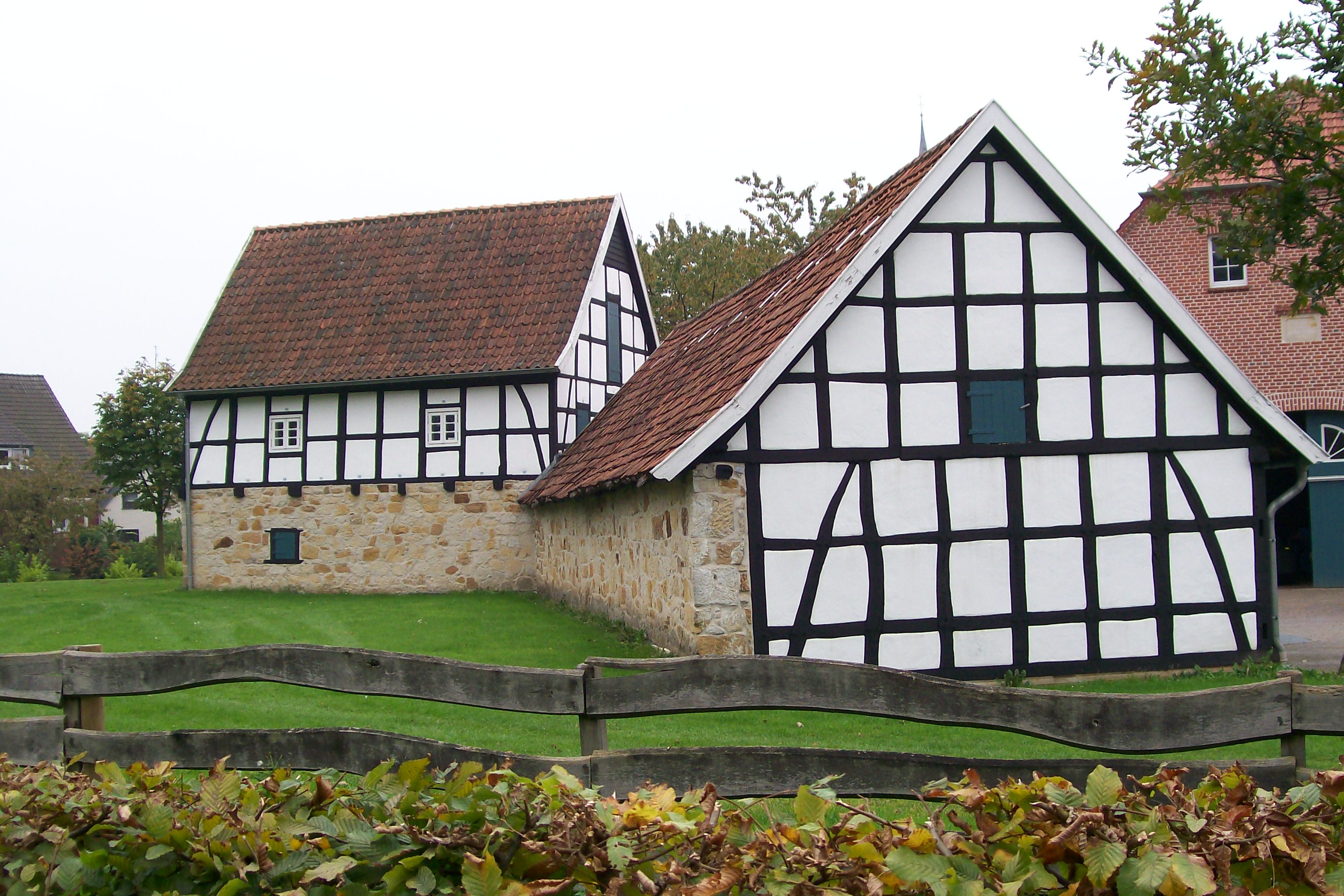
Averbecks Speicher in Glane: Das Heimatmuseum befindet sich in dem linken Speichergebäude

Averbecks Speicher ist ein heimatkundliches Museum in Glane, einem Stadtteil von Bad Iburg in Niedersachsen.

## Geschichte
Das Museum befindet sich im ehemaligen Speicher des Vollerbenhofs Averbeck. Der Hof wurde 1253 erstmals urkundlich nachgewiesen, doch ist er vermutlich etwa 200 Jahre älter. 
Am 4. August 1994 gründete der Landwirt Adolf Averbeck († 2013) eine Stiftung, in die er den Hof und seinen landwirtschaftlichen Betrieb einbrachte. Zu den Zwecken der Averbeck-Stiftung gehört die Förderung kultureller Zwecke sowie die Heimat- und Denkmalpflege und Heimatkunde. 
Der Speicher, ein dreigeschossiges Gebäude mit Erdgeschoss aus Bruchsteinmauerwerk, verputztem Fachwerkgeschoss und Satteldach wurde restauriert und für Ausstellungszwecke ausgestattet. Konzipiert wurde das Museum vom Heimatverein Glane und dem Verein für Heimatkunde Bad Iburg. 
Zur Eröffnung des Museums wurde 1998 eine Ausstellung mit Ölbildern des Kunsterziehers und Malers Johann Brand aus Osnabrück gezeigt. Er hatte 1955 bei Familie Averbeck gewohnt und in dieser Zeit eine Reihe von Bildern des Hofs und seiner Gebäude angefertigt. 
Im Ober- und Dachgeschoss befindet sich die Dauerausstellung zur Geschichte des Averbeckschen Hofs mit einem Modell der Hofsiedlung in der Zeit des 11. Jahrhunderts. Es basiert auf Grabungen der Osnabrücker Stadt- und Kreisarchäologie in den Jahren 1994 und 1995. Siedlungsspuren wurden bereits aus dem neunten Jahrhundert nachgewiesen. Im ersten Stock erinnern Gemälde an den in Glane geborenen Bildhauer und Professor Heinrich Pohlmann (1839–1917). In Glane finden sich seine Werke in der Pfarrkirche St. Jakobus der Ältere.

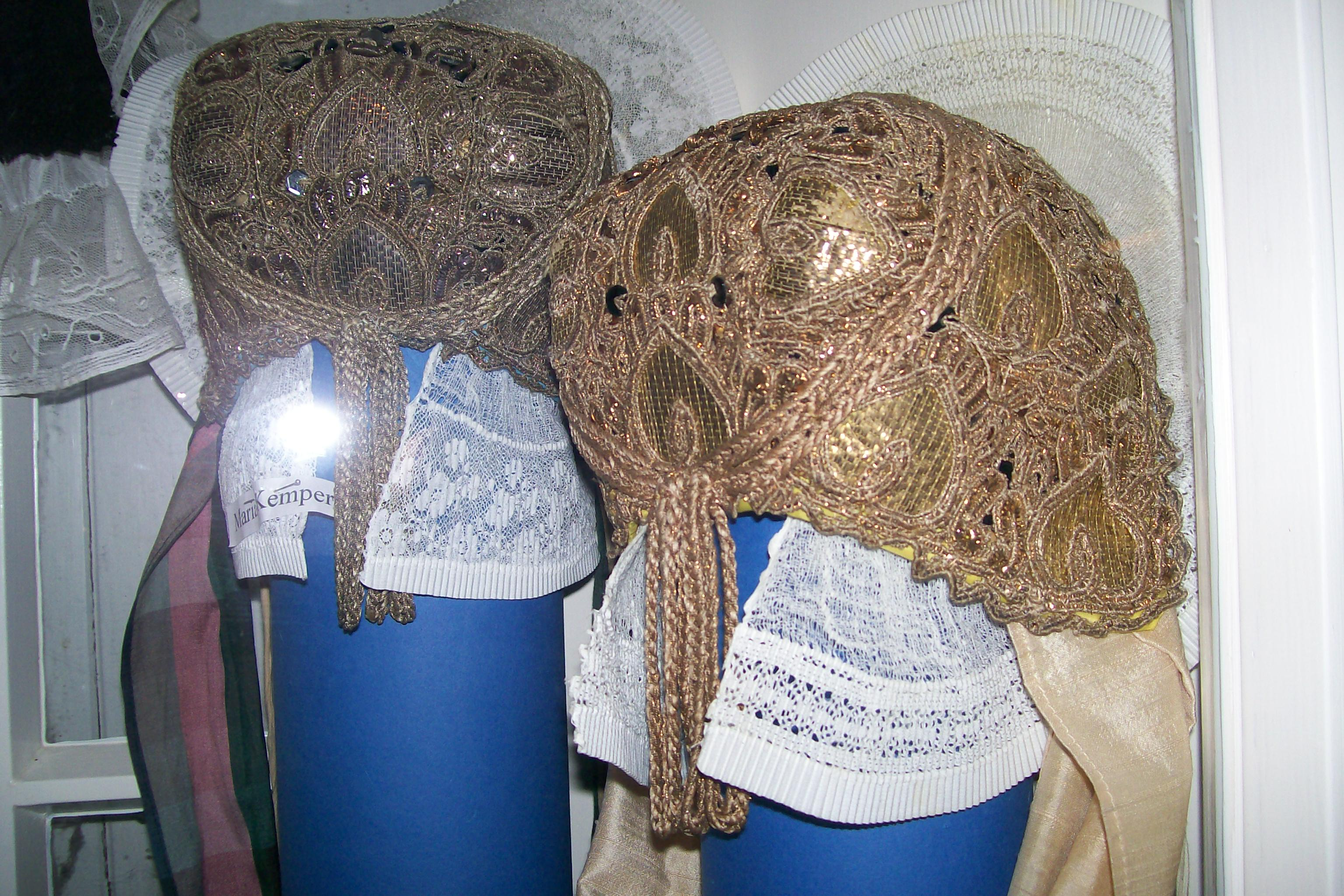
Die Goldhauben gehörten zur Tracht verheirateter Frauen in Glane

Den zweiten Schwerpunkt der Dauerausstellung bildet der textilkundliche Bereich mit einer Tracht aus Glane von 1900, Trachtenzubehör und -schmuck aus dem Osnabrücker Land sowie einer Sammlung von Hauben, darunter Gold- und Silberkappen. Exponate demonstrieren handwerkliche Techniken vom Sticken bis zum Klöppeln sowie kunstvolle Mustertücher. Das älteste Mustertuch stammt von 1722. Die Exponate des Heimatmuseums sind zum Teil Leihgaben Osnabrücker Museen.
Das Erdgeschoss bietet Platz für Wechselausstellungen und kleinere Veranstaltungen.
Im Jahr 2016 wurde das heimatkundliche Museum Glane um weitere Ausstellungsflächen im Wohnhaus und im ehemaligen Wirtschaftsgebäude auf Averbecks Hof erweitert. Dort ist auch ein  Heimatarchiv untergebracht.

## Sonderausstellungen (Auswahl)
- 1998 Ausstellung von Bildern des Osnabrücker Malers Johann Brand
- 1999 Aquarellmalerei von Heide Tüting
- 1999 Altes Porzellan auf handgefertigten Decken
- 2000 Rund um das Ei
- 2001 Wanderausstellung Starke Frauen
- 2001 Dänische Stickereien
- 2002 Werkzeuge des Geistes – Brigitte Dransfeld und Willi Simon
- 2003 Heubilder: Ich sehe es mit anderen Augen – Gabriele W-Segschneider
- 2004 Volks- bzw. Grundschulen im Kirchspiel Glane, Schwerpunkt Klassenfotos
- 2005 Von der Haube zum Messgewand aus Anlass des 100. Kirchweihjubiläum der Glaner Pfarrkirche St.Jakobus
- 2006 Blaue Hochzeit – Elke Kowalewicz und Crista Book
- 2006 Alte Dorffahnen und Infos zum Glaner Markt
- 2006 Steingewordene Geschichten – Horst Grebing
- 2006 Ölgemälde – Hobbymaler Walter Woll
- 2007 Osterausstellung – Bemalte Ostereier von Barbara Lükenga; gesammelte Eierbecher von Marlis Finkel; Palmstöcke, Osterdekorationen und anderes
- 2009 Ausstellung über Hans Gerd Ruwe anlässlich des 25-jährigen Bestehens des Glaner Trommlerbrunnens
- 2010 „Zeppelin und Luftschifffahrt“ – Ausstellung anlässlich des 100. Jahrestages der Strandung des Zeppelins LZ 7 am Hohnsberg (28. Juni 1910)
- 2011 	„Alte Glaner Fotos“ zusammengestellt von Marianne Oermann
- 2012 	„Bilder in Öl“ von Herbert Kremser und „Kinderporträts“ von Lisa Hartmann
- 2012 	„Kinderportraits“ von Elke Reddemann-Fuest, Georgsmarienhütte
- 2013 	 Gebets- und Andachtsbücher
- 2014 	 Bilderausstellung: Das Osnabrücker Land mit seinen Burgen, Schlössern und Bauernhöfen
- 2014 	 Handarbeitskörbchen und Handarbeitszubehör
- 2015 	 Sonderausstellung „Moderne Kreuze“ gestaltet von Barbara Wölfkes, Bad Iburg
- 2015 	 Dioramen mit plastischen Szenen aus der Napoleonischen Zeit von Mitte Juli 2015
- 2016 	 Farbige Bilderwelten von Waltraud Scholz Winterberg
- 2016 	 Bilderausstellung „Sternengeflüster“ mit Werken von Hans Schröder, Hasbergen
- 2016 	 Krippenausstellung mit Schwerpunkt "Papierkrippen von Josef Morgret"